# Sèrras (Arieja)
Sèrras d'Arget (en francès Serres-sur-Arget) és un municipi francès del departament de l'Arieja i la regió d'Occitània.